# Янковский, Александр Леонидович
Александр Леонидович Янковский (укр. Олександр Леонідович Янковський; род. 10 ноября 1969, Беловодское) — советский, киргизский и украинский футболист, полузащитник и нападающий, футбольный тренер.

## Биография
Воспитанник фрунзенского РУОР. На взрослом уровне зачал выступать в 16-летнем возрасте в составе «Алги» во второй лиге СССР и за шесть сезонов сыграл в этом турнире 140 матчей, забив 23 гола. После распада СССР провёл полсезона за «Алгу» в высшей лиге Кыргызстана, забив 10 голов в 10 матчах, «Алга» в том сезоне стала чемпионом и обладателем Кубка Кыргызстана.
В середине 1992 года перебрался на Украину, первым клубом в этой стране стал кременчугский «Кремень». Дебютный матч в высшей лиге Украины футболист провёл 13 сентября 1992 года против «Кривбасса», заменив на 78-й минуте Ярослава Бобыляка, а первый гол забил 16 октября 1992 года в ворота одесского «Черноморца».
После двух сезонов в составе «Кремня» перешёл в клуб первой лиги «ЦСКА-Борисфен», где однако не смог закрепиться. Весной 1995 года перешёл в «Ворсклу» и в её составе в сезоне 1995/96 стал победителем первой лиги. Затем провёл ещё один сезон в Кременчуге, а осенью 1997 года играл за запорожский «Металлург», в обоих случаях выступал в высшей лиге. В общей сложности в высшем дивизионе Украины сыграл 84 матча и забил 14 голов.
После некоторого перерыва в карьере, весной 1999 года вернулся в «Кремень», игравший к тому времени в первой, а затем во второй лиге. Осенью 1999 года провёл несколько матчей за «Черкассы», а затем играл за кременчугский «Адомс». В конце профессиональной карьеры в течение трёх неполных сезонов выступал в первой лиге за «Звезду» (Кировоград). В сезоне 2003/04 играл за «Кремень» в чемпионате Полтавской области и стал победителем чемпионата.
Всего за профессиональную карьеру сыграл в первенствах СССР, Кыргызстана и Украины 403 матча.
После окончания игровой карьеры работал детским тренером в ДЮСШ «Кремень» (Кременчуг). В 2012 году возглавлял любительский клуб «Колос» (Кобеляки). По состоянию на 2019 год тренирует детскую команду «Кремня» 2005 г.р., приводил её к призовым местам на международных турнирах.